# Palais Pucci
Pour les articles homonymes, voir Pucci.
Le palais Pucci est un palais de style Renaissance situé à Florence  au no 6 de la Via dei Pucci, entre la via dei Servi et la via Ricasoli, au nord proche du Duomo.

## Histoire
Le palais a été construit entre 1528 et 1534 sur des anciennes maisons de la famille Pucci ; il est attribué à Bartolomeo Ammannati, sur commandite des cardinaux Roberto et Lorenzo Pucci. La partie centrale a été complétée comme attesté par un document au cours de la seconde moitié du Cinquecento.
Du palais original du XVIe siècle il ne reste plus que quelques vestiges à l'intérieur de la partie centrale, sur la via Pucci, dont le balcon avec ses colonnes. Les raisons qui l'attribuent à Bartolomeo Ammannati sont certaines ressemblances avec les palais avoisinants, les palais Giugni et Budini Gattai, utilisant la pietra forte au rez-de-chaussée, la serlienne décorée au premier étage, les mascarons des montants latéraux et la fenêtre avec haut cintré (centinata).
À partir de   1664 le palais a été agrandi et en 1688 Orazio Roberto Pucci, premier marquis de Barsento depuis 1670, fit réunir en un unique corps les constructions d'après un dessin de Paolo Falconieri, harmonisant les nouvelles parties avec celles plus anciennes.
Aujourd'hui le palais se présente avec trois accès principaux alignés sur la via Pucci, donnant sur trois cours intérieures.
La cour centrale a été restaurée par Puccio Pucci en 1980, comme rappelé par une plaque commémorative sur laquelle figurent les dessins des anciennes maisons médiévales des Pucci confrontées avec son allure actuelle.
Depuis 1980 elle abrite une galerie commerciale.

## Description

### Première cour

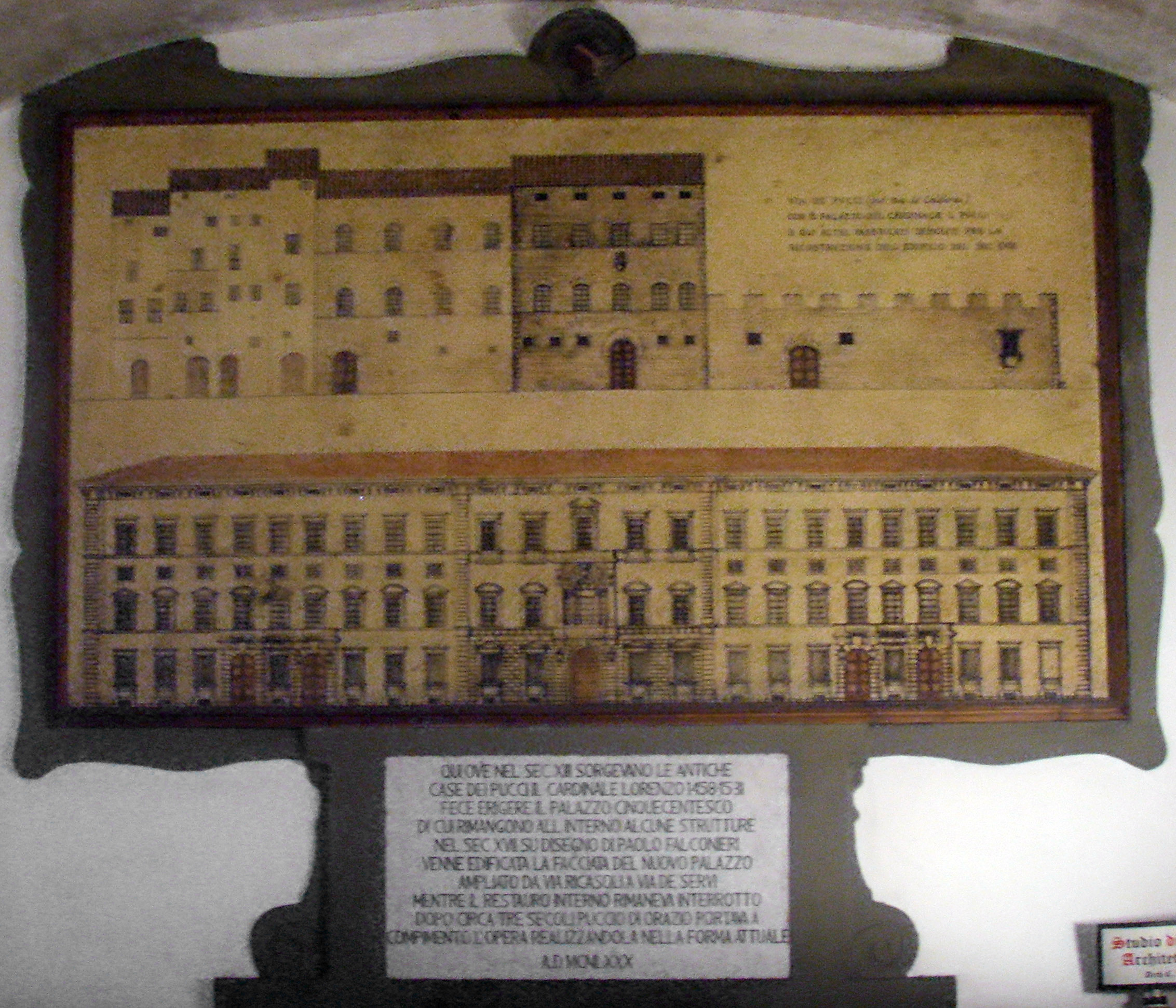
Représentation ancienne et moderne du Palais Pucci.

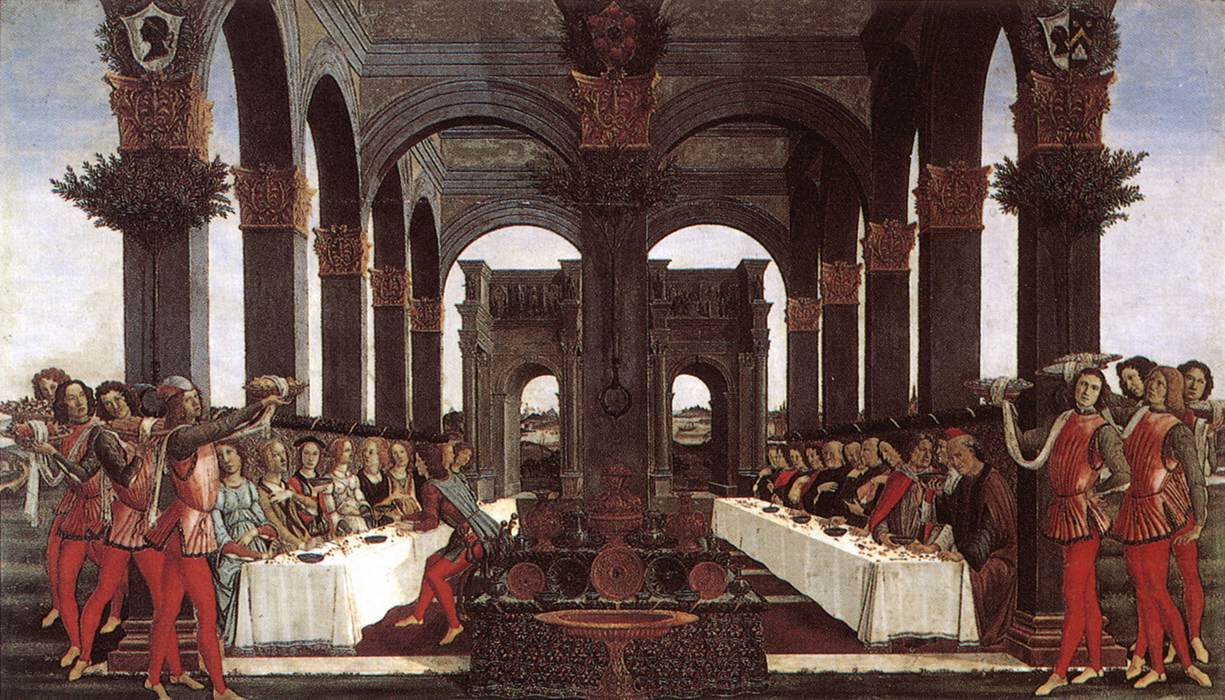
Sandro Botticelli : L'Histoire de Nastagio degli Onesti (quatrième épisode).

La première cour est accessible par le portail de gauche et correspond à la zone encore habitée par les marquis Pucci, siège de la « maison » Emilio Pucci. Sa construction en style néoclassique remonte au XVIIIe siècle.
Un androne couvert par une voûte en berceau permet l'accès à une cour carrée bordée sur les deux côtés par des loggias caractérisées par une succession d'arches qui s'ouvrent dans l'espace. Restauré récemment, l'endroit abrite un carrosse du XIXe siècle.
L'endroit conserve de nombreuses œuvres d'art familiales dont un tableau de Sandro Botticelli pour les noces d'un membre de la famille dénommé Giannozzo Pucci en 1483 : Le tableau Le Banquet nuptial fait partie d'une série de quatre panneaux dont trois sont conservés au musée du Prado de Madrid.

### Deuxième cour
La partie la plus ancienne du palais est la partie centrale qui se développe autour de ce que l'on peut appeler le « second cortile », résultant de la fusion de la cour du XVe siècle d'Ammannati et un second, plus en arrière par rapport à la route, œuvre du XVIIe siècle de Falconieri.
La façade de cette partie centrale est caractérisée par la pietra forte du rez–de-chaussée, par la grande fenêtre centrale avec le petit balcon, les grandes mascarons décoratifs, la frise dorique et les arcs brisés des fenêtres du second étage, toutes issues de l'architecture typique de la période maniériste. On note aussi le symbole du chapeau cardinalice et le blason des Pucci ainsi que la tête de Maure.
Par le portail central et la grille on accède à un androne qui introduit dans une cour restaurée à l'initiative du marquis Puccio Pucci, visitable et qui abrite diverses boutiques. Les colonnes d'ordre toscan remontent probablement au Cinquecento. Les fenêtres donnant sur la cour deviennent de plus en plus petites vers le haut dans le style particulier de perspective accentuée des palais florentins.
On peut aussi voir un grand blason des Pucci peint sur bois datant des XVIIe et XVIIIe siècles ainsi qu'une reproduction montrant le palais avant et après l'agrandissement du palais par Buontalenti.

### Troisième cour
La troisième cour est la plus proche de la via dei Servi et occupe le centre de l'aile entièrement occupée par des institutions religieuses catholiques. Cette disposition est le fruit d'une donation faite par l'archevêque et cardinal Alfonso Maria Mistrangelo en 1924, quand il consacra une partie du palais à des congrégations religieuses faisant suite à une donation du pape Benoît XV, comme rappelé par une plaque commémorative et par le blason papal situé dans l'angle extérieur de l'aile du palais.
Cette partie du palais est la plus ancienne avec des interventions attribuées à Baccio d'Agnolo modifiées néanmoins par les interventions invasives au cours des XVIIIe et XIXe siècles ayant réduit l'espace de la cour et l'ajout de stucs.

Vues des cours
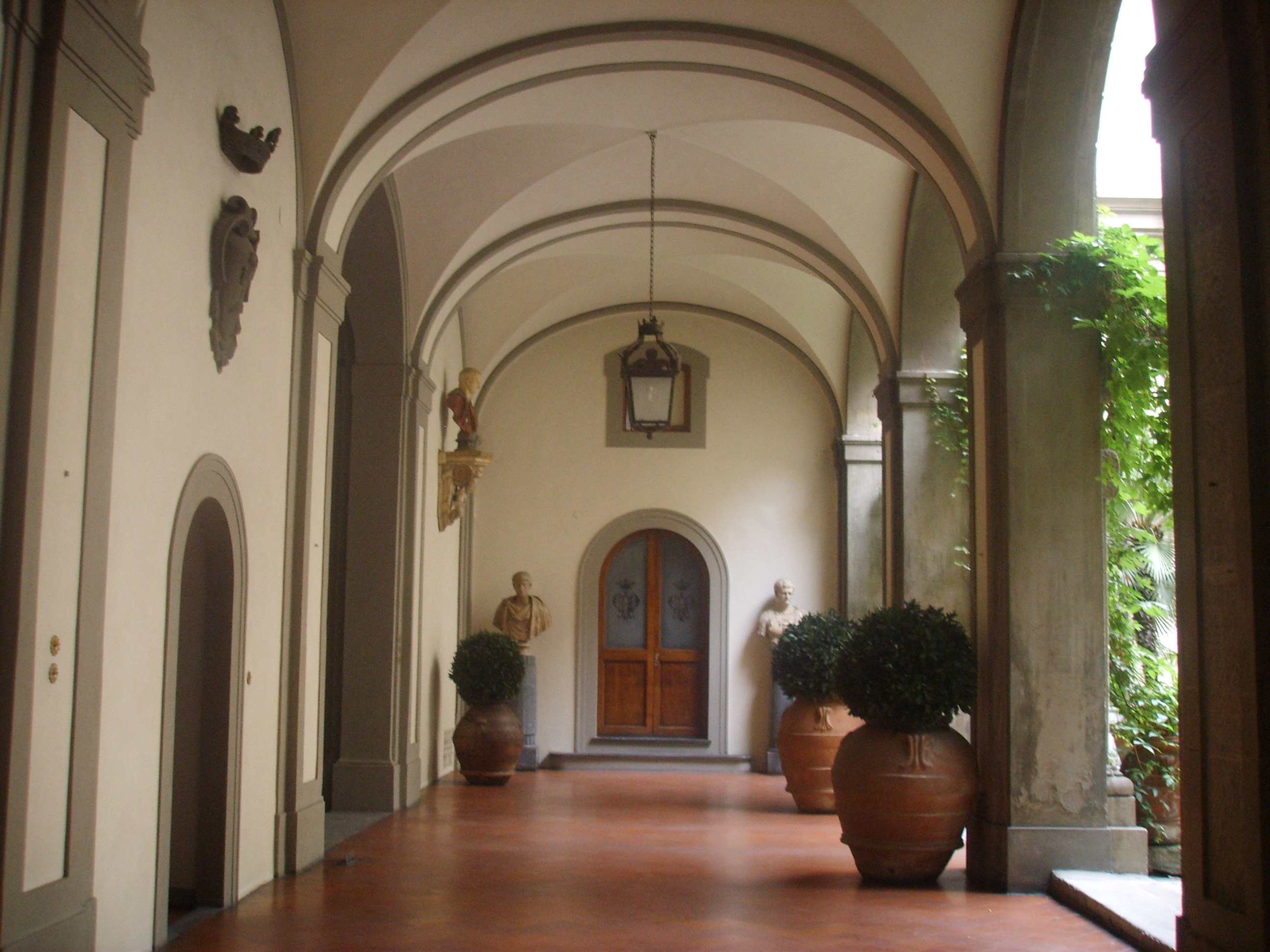
Première cour
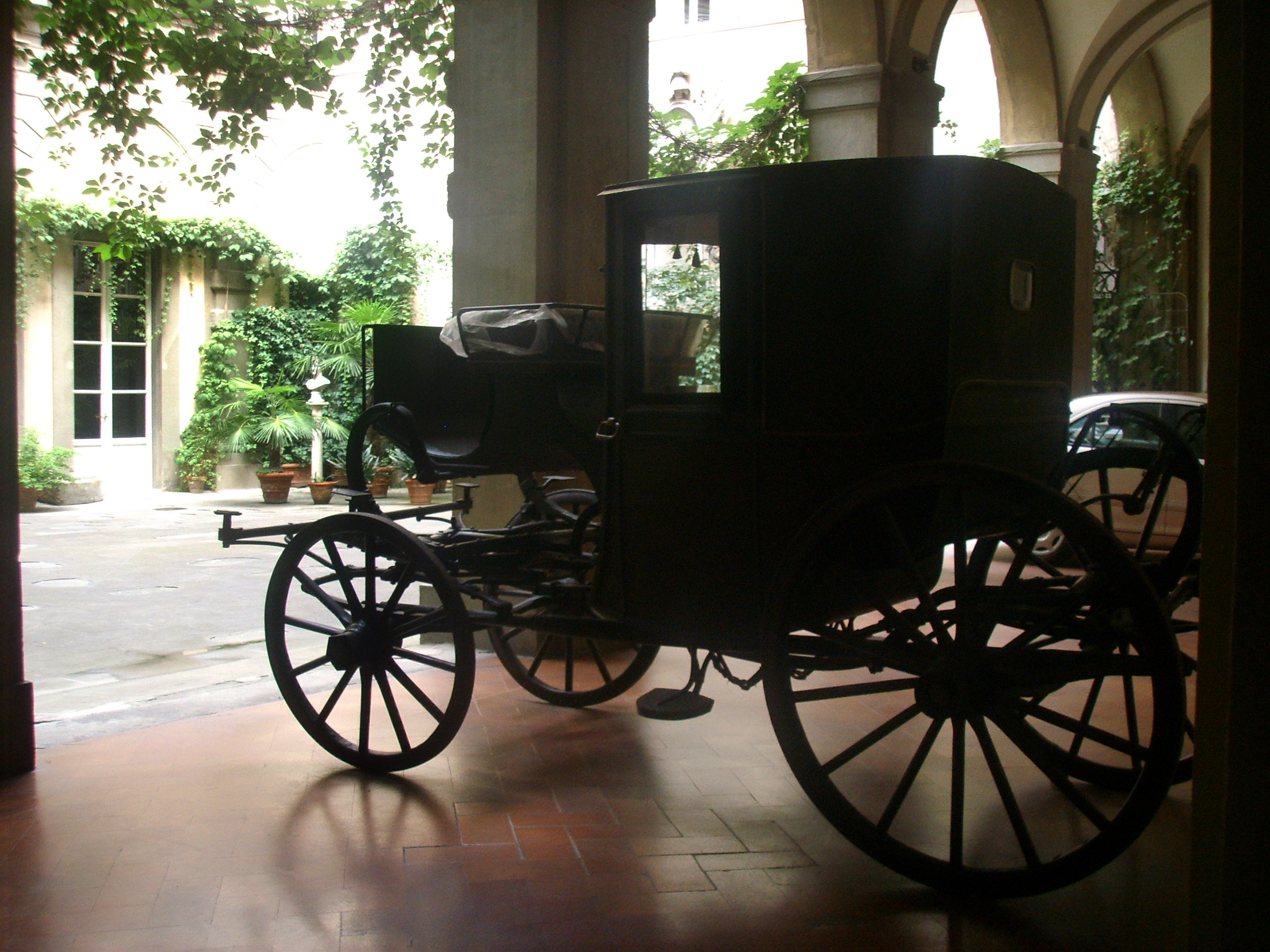
Carrosse (première cour)
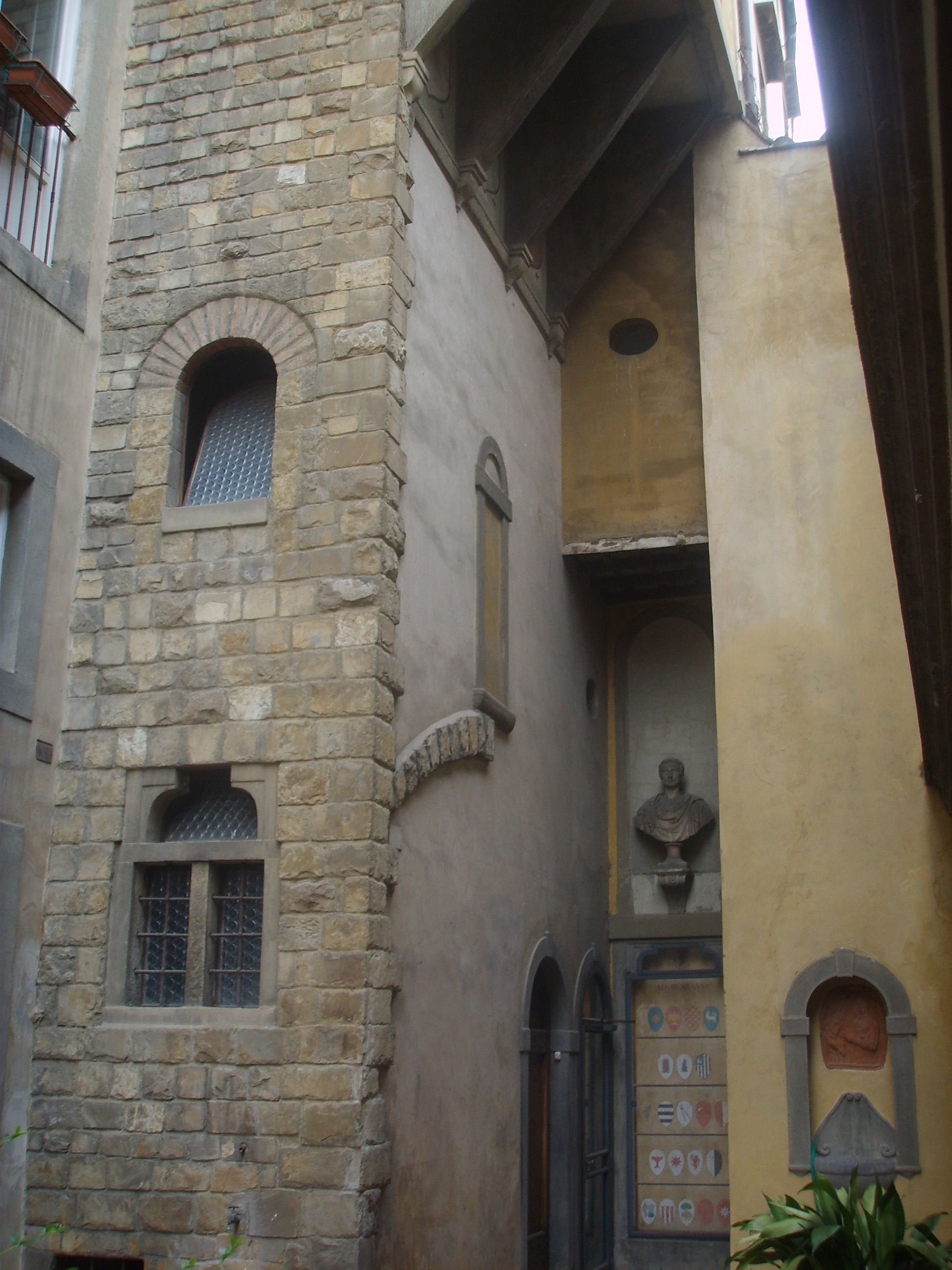
Deuxième cour (« chiassino »)
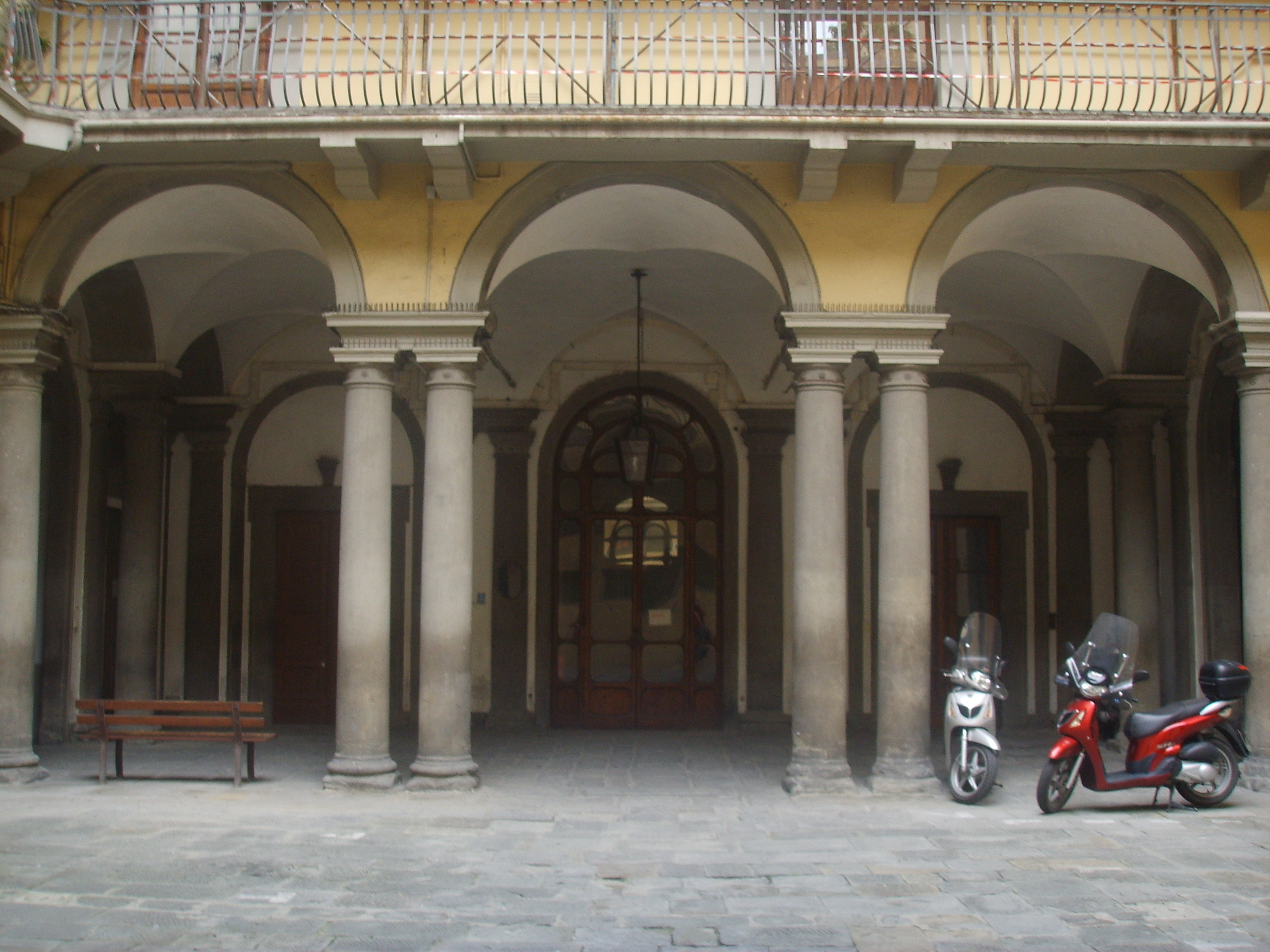
Troisième cour

## Sources
- (it) Cet article est partiellement ou en totalité issu de l’article de Wikipédia en italien intitulé « Palazzo Pucci » (voir la liste des auteurs).